# Streets of Love
Streets of Love è un singolo del gruppo rock The Rolling Stones, pubblicato nel 2005 ed estratto dall'album A Bigger Bang.
La canzone, scritta da Mick Jagger e Keith Richards, è stata diffusa nel formato doppia A-side insieme al brano Rough Justice.

## Curiosità
Il brano "Streets of Love", nonostante abbia ricevuto una notevole spinta di marketing, non ha ottenuto particolare successo negli Stati Uniti d'America. Al contrario, è riuscito ad entrare nelle top 10 delle classifiche di Argentina, Belgio, Danimarca, Finlandia, Paesi Bassi, Svezia, e le top 20 di Germany, Grecia, Italia, UK e Norvegia. Ha raggiunto inoltre la prima posizione nella classifica Spagnola.
"Streets of Love" è una delle poche canzoni dei Rolling Stones con licenza per uso nelle pubblicità (le altre sono "Start Me Up", "You Can't Always Get What You Want", "She's a Rainbow"). Fu utilizzata in uno spot di Vodafone Italia nel 2005 con la modella Megan Gale, all'epoca spokes-model dell'azienda.
Venne inoltre utilizzata in diversi episodi de Il tempo della nostra vita (soap opera).
Il video della canzone è stato girato a Zaphod Beeblebrox, un nightclub di Ottawa. L'attore canadese Tan Arcade (Tan Ciyiltepe) è presente nel video. Fece debutto live a San Siro Stadio l'11 Luglio 2006.
La canzone è l'elemento musicale principale del film Corro da te film del 2022 diretto da Riccardo Milani protagonisti principali Miriam Leone e Pierfrancesco Favino.

## Tracce
- 7"/CD

1. Streets of Love - 5:10
2. Rough Justice - 3:11

## Formazione
- Mick Jagger – voce, chitarra
- Keith Richards – chitarra
- Ronnie Wood – chitarra
- Charlie Watts – batteria
- Darryl Jones – basso
- Chuck Leavell – piano, organo
- Matt Clifford – piano, organo, archi